# Kanton Thorigny-sur-Marne
Kanton Thorigny-sur-Marne (fr. Canton de Thorigny-sur-Marne) byl francouzský kanton v departementu Seine-et-Marne v regionu Île-de-France. Tvořilo ho 16 obcí. Zrušen byl po reformě kantonů 2014.

## Obce kantonu
- Bailly-Romainvilliers
- Carnetin
- Chalifert
- Chanteloup-en-Brie
- Chessy
- Conches-sur-Gondoire
- Coupvray
- Dampmart
- Guermantes
- Jablines
- Jossigny
- Lesches
- Magny-le-Hongre
- Montévrain
- Serris
- Thorigny-sur-Marne